# Кевін Лейн (футболіст)
Кевін Лейн (англ. Kevin Layne, нар. 1 січня 1998) — гаянський футболіст, захисник клубу «Гаяна Дефенс Форс». Виступав, зокрема, за клуб «Нью-Амстердам Юнайтед», а також національну збірну Гаяни.

## Клубна кар'єра
У дорослому футболі дебютував 2017 року виступами за команду «Нью-Амстердам Юнайтед», в якій провів один сезон. 
До складу клубу «Гаяна Дефенс Форс» приєднався 2018 року. 

## Виступи за збірну
7 вересня 2018 року дебютував у складі національної збірної Гаяни.
У складі збірної був учасником Золотого кубку КОНКАКАФ 2019 року.